# Léon Rosseeuw
Le chevalier Léon-Henri-Marie-Joseph-Roch Rosseeuw, né le 28 janvier 1854 à Courtrai et mort le 18 février 1936 à Tirlemont, est un notaire et homme politique belge. Il est le fils de Léonard Rosseeuw.

## Fonctions et mandats
- Président des Boulonneries de Bressons : 1922-1924
- Conseiller communal de Tirlemont : 1903-1911
- Membre de la Chambre des représentants de Belgique : 1891-1919

## Sources
- P. Van Molle, Het Belgisch parlement, p. 288
- Le Parlement belge, 1831-1894, p. 493

- Ressource relative à plusieurs domaines :   - ODIS